# Baureihe 624
De Baureihe VT 23 en VT 24 sinds 1968 als Baureihe 624 en 634 waren driedelige diesel-treinstellen voor het regionaal personenvervoer van de Deutsche Bahn (DB).

## Geschiedenis
Het treinstel werd in 1959 door de Deutschen Bundesbahn besteld bij MAN Nürnberg en bij Wagonfabrik Uerdingen. Beide ondernemingen bouwden elk twee driedelige prototype-treinen.
- Bij MAN werden in de zomer van 1961 de VT 23 501 + VM 23 501 + VT 23 502 en de VT 23 503 + VM 23 502 + VT 23 504 gebouwd.

Deze werden vernummerd in 624 505 + 924 503 + 624 506 en 624 507 + 924 504 + 624 508.
- Bij Wagonfabrik Uerdingen werden de VT 24 501 + VM 24 501 + VT 24 503 en de VT 24 502 + VM 24 502 + VT 24 504 gebouwd.

Deze werden vernummerd in 624 501 + 924 501 + 624 502 en 624 503 + 924 502 + 624 504.

### Polskie Koleje Państwowe
Sinds 4 januari 2005 zijn een aantal uit Osnabrück afkomstige treinen verkocht aan de Polskie Koleje Państwowe (PKP). Deze gebruikt de motorwagens met aangeduid SA 110 en de tussenrijtuigen met aangeduid SA 112.

## Nummering
- Nummers prototypes Baureihe 624: VT 23 501 - 504, VM 23 501 - 502, VT 24 501 - 504, VM 24 501 - 502, 624 505 - 508, 924 505 - 506, 624 501 - 504, 924 501 - 502
- Nummers Baureihe 624: VT 24 601 - 680, VM 24 601 - 640, 624 601 - 680, 924 601 - 640
- Nummers Baureihe 624: 634 607, 608, 617, 618, 621, 633, 634, 651-657, 659, 661, 663, 664, 934 400.

## Constructie en techniek
Het treinstel bestaat uit twee koprijtuigen met dieselhydraulische aandrijving en een motorloos tussenrijtuig. Typerend aan deze trein is de toepassing van aan beide kopeinden van buffers met schroefkoppelingen. Tussen de motorwagens en tussenrijtuigen bevinden zich Scharfenberg koppelingen. Een aantal treinen werd in 1969 voorzien van luchtvering en werd vernummerd in Baureihe 634.

## Treindiensten
De treinen waren gestationeerd in Bw Trier, Bw Braunschweig, Bw Frankfurt, Bw Nürnberg en Bw Osnabrück.
De treinen werden onder meer ingezet op het traject:
- Dortmund - Coesfeld - Gronau – Enschede (tot december 2004)
- Groningen - Hoogezand-Sappermeer - Winschoten - Nieuweschans - Leer - Oldenburg - Bremen (van 2 juni 1985 tot 28 mei 2000)
- Leer - Nieuweschans (van 16 juni 2002 tot december 2005)

## Foto's

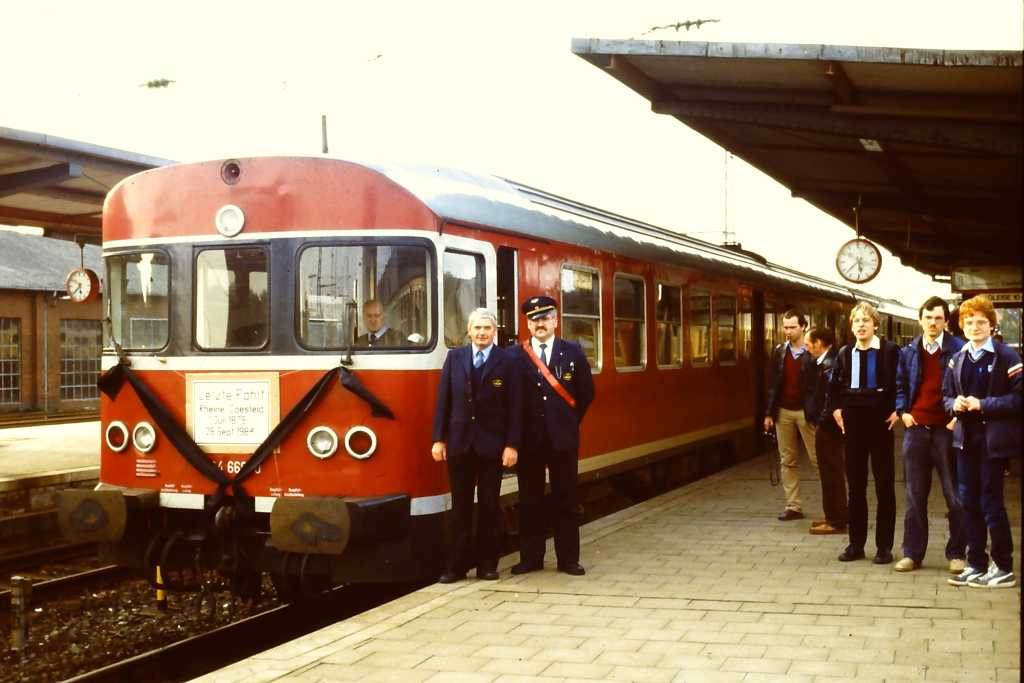
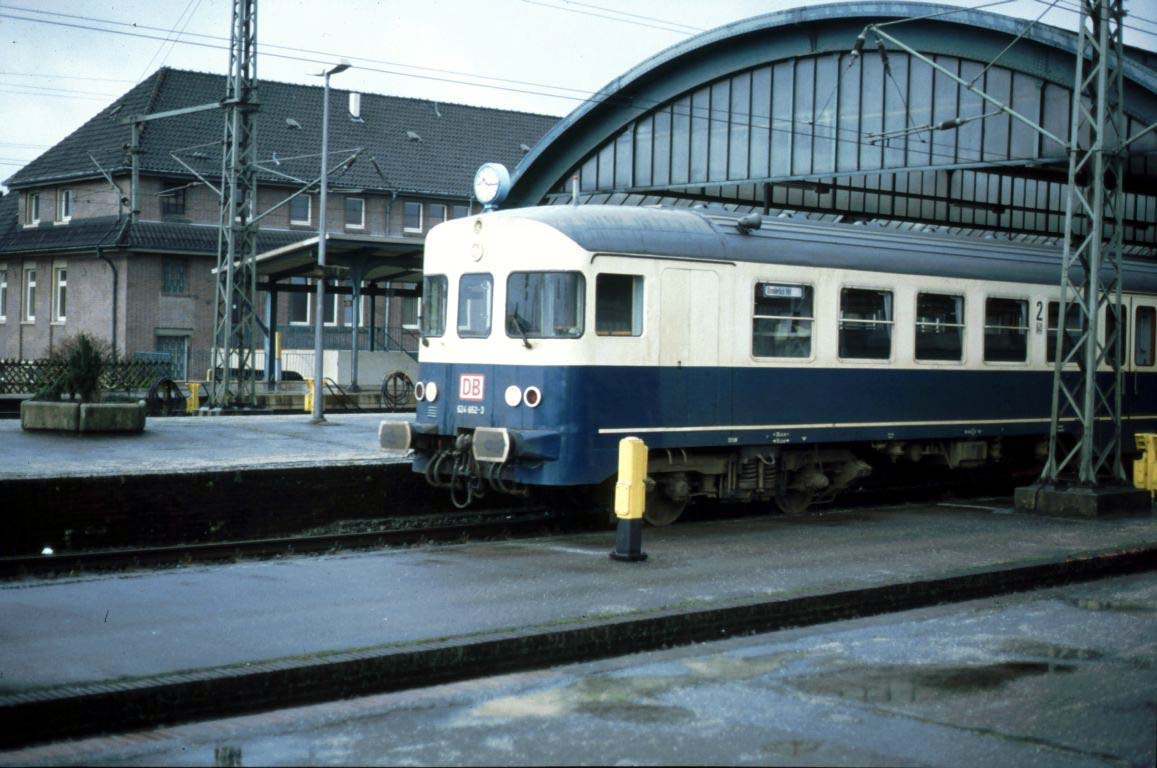
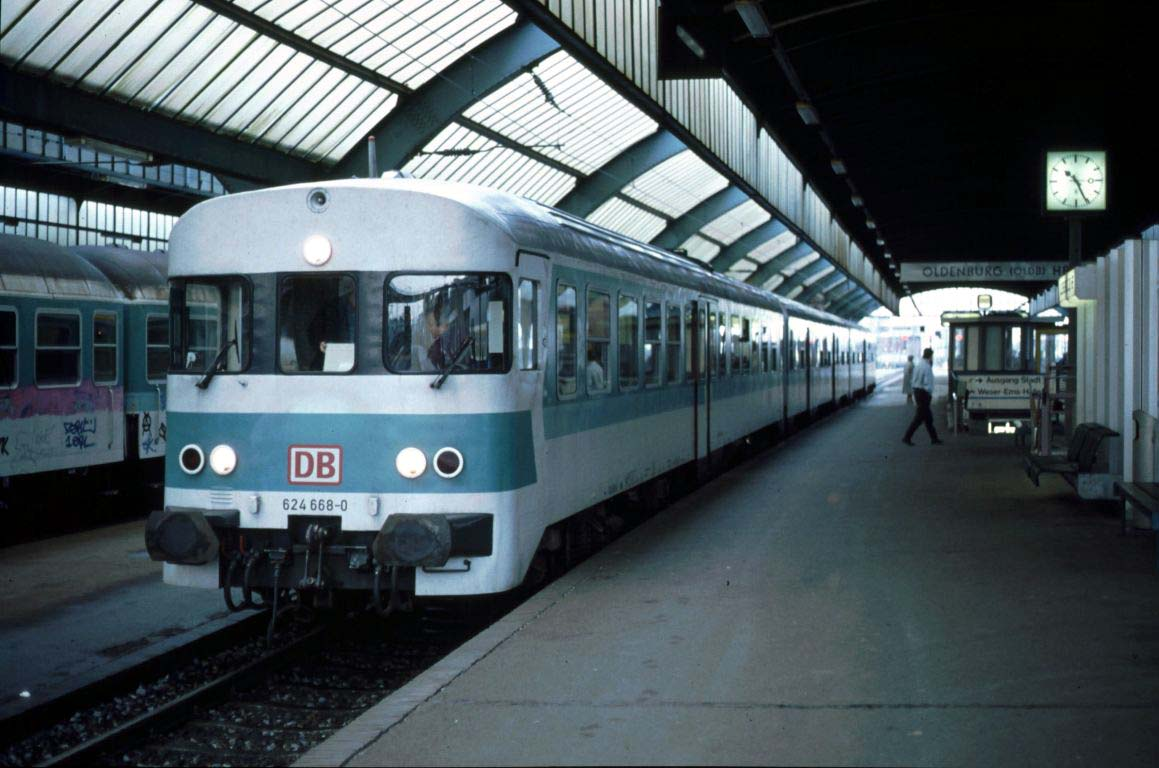

In dit overzicht staan eveneens treinen van de Deutsche Bundesbahn (DB) en van de Deutsche Reichsbahn (DR)